# Hyrule Warriors: L'era dell'esilio
Hyrule Warriors: L'era dell'esilio (ゼルダ無双 封印戦記?, Zeruda Musō: Fūin Senki, lett. "Zelda senza rivali: Cronache della battaglia del sigillo"), è un videogioco d'azione della serie di Hyrule Warriors attualmente in sviluppo. Annunciato nel Nintendo Direct del 2 aprile 2025 in esclusiva per Nintendo Switch 2, il gioco approfondisce la guerra dell'esilio, evento fondante del worldbuilding di The Legend of Zelda: Tears of the Kingdom.

## Sviluppo
Il gioco è stato annunciato nel Nintendo Direct del 2 aprile 2025, dedicato a Nintendo Switch 2 e ai suoi giochi. A differenza degli altri capitoli della serie Hyrule Warriors, Nintendo ha dichiarato che l'Era dell'esilio racconta eventi parte del canone ufficiale della serie.
Lo sviluppo era originariamente partito su Nintendo Switch, ma a metà dello sviluppo gli sviluppatori decisero di spostarsi su Nintendo Switch 2 per godere di performance migliorate e di più elementi a schermo.